# Martha Schultz

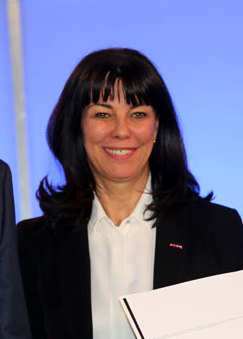
Martha Schultz (2015)

Martha Schultz  (* 1963 im Zillertal) ist eine österreichische Unternehmerin.

## Leben
Martha Schultz hat ihre Ausbildung an der Höheren Lehranstalt für Tourismusberufe Schloss Kleßheim absolviert. Sie hat Praktika in verschiedenen österreichischen Hotels und Reisebüros und auch bei deutschen Reiseveranstaltern und Busunternehmen gemacht.
1984 ist sie in das elterliche Unternehmen eingestiegen. Seit 1987 ist sie in der Geschäftsführung der Schultz Gruppe tätig, wo sie auch Mitinhaberin ist.
Seit 2010 ist sie Vizepräsidentin der Wirtschaftskammer Österreich (WKÖ) und seit 2015 Bundesvorsitzende von Frau in der Wirtschaft in der WKÖ. Außerdem ist sie Vizepräsidentin des Österreichischen Wirtschaftsbundes (ÖWB), Bundesvorsitzende von Frau in der Wirtschaft im ÖWB und Präsidentin des ibw (Österreichisches Institut für Bildungsforschung der Wirtschaft).
Sie sitzt im Aufsichtsrat der ASFINAG und ist außerdem seit 2017 Vorsitzende des European Women Network von EUROCHAMBRES. Seit 2019 fungiert sie als Präsidentin der Julius Raab Stiftung.
Martha Schultz ist Mutter eines mittlerweile erwachsenen Sohnes. Sie hat ihn als Alleinerzieherin großgezogen und in den 1990er Jahren gemeinsam mit anderen betroffenen Frauen so lange für eine adäquate Kinderbetreuungsmöglichkeit gekämpft, bis ein Tiroler Landesgesetz geändert wurde, um das zu ermöglichen. Und auch heute noch engagiert sie sich für einen Rechtsanspruch auf Kinderbetreuung ab dem ersten Geburtstag bis zum Erreichen des Pflichtschulalters mit Öffnungszeiten, die den neuen Arbeitswelten angepasst sind.

## Auszeichnungen
2018 wurde Martha Schultz zur  Tirolerin des Jahres gewählt.